# Malinówka (SIMC 0514390)
Malinówka – osada leśna w Polsce, położona w województwie mazowieckim, w powiecie ostrowskim, w gminie Małkinia Górna.
W latach 1975–1998 miejscowość należała administracyjnie do województwa ostrołęckiego.

## Osady leśne o nazwie Malinówka w gminie Małkinia Górna
W gminie Małkinia Górna istnieją dwie miejscowości podstawowe typu osada leśna o nazwie Malinówka. Niniejszy artykuł dotyczy osady leśnej, która posiada identyfikator SIMC 0514390. Drugą z nich jest osada leśna Malinówka, która posiada identyfikator SIMC 0514383.